# Ondřej Hošek
Ondřej Hošek (* 24. Juli 1995 in Brno) ist ein tschechischer Biathlet.

## Karriere
Ondřej Hošek nahm im Rahmen der Juniorenweltmeisterschaften 2013 in Obertilliach erstmals an einem internationalen Biathlonrennen teil. Im Sprintrennen der Jugend konnte er den 32. Platz belegen. Beim ebenfalls stattfindenden Einzelrennen wurde er 14. In der folgenden Saison startete er im IBU-Cup bei drei Einzelrennen und erreichte als beste Platzierung den 47. Platz. Bei den Juniorenweltmeisterschaften 2015 konnte Hošek immer eine Platzierung unter den besten 30 erreichen. Im Sprint lief er auf den 20. Platz und mit der Staffel auf den 6. Platz. Bei den im selben Jahr stattfindenden Junioren-Sommerbiathlon-Weltmeisterschaften gewann er mit tschechischen Mixed-Staffel Silber.
In der Saison 2015/16 erreichte Hošek, mit einem dritten Platz im Einzel, erstmals das Podium bei einem Rennen des IBU-Cups. Bei den Juniorenweltmeisterschaften derselben Saison gewann er mit Staffel Silber. Bei den Junioren-Sommerbiathlon-Weltmeisterschaften 2016 gewann er, im Sprint, seine erste Einzelmedaille und verfehlte in der anschließenden Verfolgung mit einem vierten Platz das Podest knapp. Den Mixed-Staffel-Wettbewerb konnten die tschechischen Athleten in diesem Jahr für sich entscheiden und gewannen Gold.
Auch in der darauffolgenden Saison 2016/17 startete Hošek regelmäßig im IBU-Cup und belegte den 78. Platz in der Gesamtwertung. Außerdem nahm er in dieser Saison erstmals an den Biathlon-Europameisterschaften teil. Im Einzel wurde er 56. und konnte sich mit einem 45. Platz im Sprint für das Verfolgungsrennen qualifizieren, bei dem er sich auf den 31. Rang verbesserte. Beim Saisonende in Otepää erreichte er im Single-Mixed-Staffel-Wettbewerb den 9. Platz. Zum Saisonbeginn der folgenden Saison konnte dieses Ergebnis auf einen 8. Platz sowohl in Sjusjön, als auch in Lenzerheide verbessert werden. In der Gesamtwertung des IBU-Cups erreichte er in dieser Saison den 29. Platz.
Im Januar 2018 startete Hošek erstmals im Biathlon-Weltcup. Er startete sowohl in Oberhof, als auch in Ruhpolding in der Staffel und erreichte einen 14. und eine 8. Platz. Beim Einzelrennen in Ruhpolding verfehlte er allerdings mit einem 67. Platz die Punkteränge deutlich.

## Statistik

### Biathlon-Weltcup-Platzierungen
Die Tabelle zeigt alle Platzierungen (je nach Austragungsjahr einschließlich Olympische Spiele und Weltmeisterschaften).
- 1.–3. Platz: Anzahl der Podiumsplatzierungen
- Top 10: Anzahl der Platzierungen unter den ersten zehn (einschließlich Podium)
- Punkteränge: Anzahl der Platzierungen innerhalb der Punkteränge (einschließlich Podium und Top 10)
- Starts: Anzahl gelaufener Rennen in der jeweiligen Disziplin
- Staffel: inklusive Mixed- und Single-Mixed-Staffeln

| Platzierung              | Einzel | Sprint | Verfolgung | Massenstart | Staffel | Gesamt |
| ------------------------ | ------ | ------ | ---------- | ----------- | ------- | ------ |
| 1. Platz                 |        |        |            |             |         |        |
| 2. Platz                 |        |        |            |             |         |        |
| 3. Platz                 |        |        |            |             |         |        |
| Top 10                   |        |        |            |             | 1       | 1      |
| Punkteränge              |        |        |            |             | 2       | 2      |
| Starts                   | 1      |        |            |             | 2       | 3      |
| Stand: 31. Dezember 2021 |        |        |            |             |         |        |

### Biathlon-Europameisterschaften
| Europameisterschaft | Europameisterschaft | Einzelwettbewerbe | Einzelwettbewerbe | Einzelwettbewerbe | Staffelwettbewerbe | Staffelwettbewerbe   |
| Jahr                | Ort                 | Einzel            | Sprint            | Verfolgung        | Mixedstaffel       | Single-Mixed-Staffel |
| ------------------- | ------------------- | ----------------- | ----------------- | ----------------- | ------------------ | -------------------- |
| 2017                | Duszniki-Zdrój      | 56.               | 45.               | 31.               | –                  | –                    |
| 2018                | Ridnaun             | 51.               | 97.               | –                 | –                  | –                    |

### Juniorenweltmeisterschaften
| Weltmeisterschaft | Weltmeisterschaft | Einzel | Sprint | Verfolgung | Staffel |
| Jahr              | Ort               | Einzel | Sprint | Verfolgung | Staffel |
| ----------------- | ----------------- | ------ | ------ | ---------- | ------- |
| 2013              | Obertilliach      | 14.    | 32.    | 37.        | –       |
| 2015              | Minsk             | 25.    | 20.    | 26.        | 6.      |
| 2016              | Cheile Grădiștei  | 28.    | 57.    | 54.        | 3.      |